# Paul Ackermann
Paul Ackermann (16 de Setembro de 1920) foi um comandante de U-Boot que serviu na Kriegsmarine durante a Segunda Guerra Mundial.

## Carreira

### Patentes
| 1 Dec 1939 | Offiziersanwärter    |
| 1 Nov 1940 | Fähnrich zur See     |
| 1 Nov 1941 | Oberfähnrich zur See |
| 1 Mai 1942 | Leutnant zur See     |
| 1 Dez 1943 | Oberleutnant zur See |

### Condecorações
| 23 Jan 1941 | Cruz de Ferro 2ª Classe         |
| 2 Out 1943  | Badge de Guerra dos U-Boot 1939 |
| 1943        | Cruz de Ferro 2ª Classe         |